# Kazimierz Ickowicz
Kazimierz Józef Ickowicz (ur. 16 stycznia 1899 w Perehińsku, zm. po 1939) – kapitan piechoty Wojska Polskiego, nadkomisarz Straży Granicznej, działacz niepodległościowy.

## Życiorys
Syn Józefa i Antoniny z Rozwadowskich urodzony 16 stycznia 1899 w Perehińsku, w ówczesnym powiecie dolińskim Królestwa Galicji i Lodomerii. Uczył się w IV gimnazjum we Lwowie.
Od 1 września 1914 walczył w szeregach 1 pułku piechoty Legionów Polskich. Po kryzysie przysięgowym w 1917 wcielony do armii austro-węgierskiej.
Od 1 listopada 1918 walczył na wojnie z Ukraińcami w szeregach kompanii krośnieńskiej 3 batalionu strzelców sanockich. Po raz pierwszy wyróżnił się 1 grudnia w bitwie o Chyrów. 5 grudnia 1918 został ranny w twarz w nocnej wyprawie i ataku na most pod Starzawą. 24 stycznia 1919 w ataku na wieś Nanowa został ciężko ranny w brzuch. Od 1 czerwca walczył w szeregach lotnej kompanii szturmowej 4 Dywizji Piechoty. Po raz drugi wyróżnił się 17 lipca w walce o wieś Gusztyn, w której został ranny w ramię i płuco. Od 25 sierpnia 1919 do 20 lipca 1920 walczył na wojnie z bolszewikami. 
1 czerwca 1921 pełnił służbę w Stacji Wyżywienia Tarnopol, a jego oddziałem macierzystym był 2 pułk strzelców podhalańskich. Następnie pełnił służbę w Adiutanturze Dowództwa Okręgu Generalnego Brześć nad Bugiem. 22 października 1921 kapitan Stanisław Maczek sporządził „wniosek na odznaczenie orderem «Virtuti Militari»” za opisane wyżej czyny męstwa. Oficjalnie, wniosek nie został pozytywnie rozpatrzony z powodów proceduralnych.
3 maja 1922 został zweryfikowany w stopniu porucznika ze starszeństwem od 1 czerwca 1919 i 1415. lokatą w korpusie oficerów piechoty. Później został przeniesiony do 22 pułku piechoty w Siedlcach, a w 1924 do 38 pułku piechoty w Przemyślu. W październiku 1926 dowodził 1 kompanią strzelecką 38 pp. Został awansowany do stopnia kapitana piechoty ze starszeństwem z dniem 1 stycznia 1927. W 1928 pozostawał oficerem 38 pułku piechoty. W 1932, 1932 jako oficer w dyspozycji dowódcy Okręgu Korpusu nr X w Przemyślu skierowany do prac przysposobienia obronnego pełnił stanowisko Komendanta Okręgu nr X Związku Strzeleckiego (jego zastępcą był kpt. Tadeusz Osostowicz). Jako oficer Związku Strzeleckiego posiadał stopień okręgowego. W czerwcu 1933 został przeniesiony do 2 pułku pancernego w Żurawicy, a w styczniu 1934 do 13 pułku piechoty w Pułtusku. Po 5 czerwca 1935 został przeniesiony w stan spoczynku.
Po przejściu do służby w Straży Granicznej pracował jako p.o. kierownika Inspektoratu Granicznego Nowy Targ, po czym od 15 września 1937 w randze nadkomisarza pełnił funkcję komendanta komisariatu Muszyna w Obwodzie SG Jasło (tam jego miejsce zajął 1 grudnia 1937 komisarz Witalis Wołosiewicz). W 1938 był nadkomisarzem inspektorem SG w Nowym Targu. Do 1939 w stopniu nadkomisarza był komendantem Obwodu SG „Nowy Targ”.
Podczas kampanii wrześniowej 1939 był zastępcą dowódcy baonu kolarzy w improwizowanej grupie „Dubno”. 26 września 1939 dostał się do niemieckiej niewoli, lecz po kilku dniach zbiegł z transportu kolejowego.

## Ordery i odznaczenia
- Krzyż Niepodległości – 17 września 1932 „za pracę w dziele odzyskania niepodległości”[25][26][1][27]
- Krzyż Walecznych[28]
- Srebrny Krzyż Zasługi – 10 listopada 1928[29]